# ハイジ アルプスの物語
『ハイジ アルプスの物語』（ハイジ アルプスのものがたり、原題：Heidi）は、2015年公開のスイス・ドイツ合作のファミリー映画。
児童文学『アルプスの少女ハイジ』の実写映画化作品である。

## キャスト
- ハイジ：アヌーク・シュテフェン（ドイツ語版）（吹替：花澤香菜）[3]
- アルムおんじ：ブルーノ・ガンツ（吹替：茶風林）[3]
- クララ：イザベル・オットマン（ドイツ語版）（吹替：早見沙織）[3]
- ペーター：クィリン・アグリッピ（ドイツ語版）（吹替：笹島かほる）
- ロッテンマイヤー：カタリーナ・シュットラー（ドイツ語版）（吹替：本田貴子）
- おばあさま：ハンネローレ・ホーガー（ドイツ語版）（吹替：瀬田ひろ美）
- ゼーゼマン：マキシム・メーメット（ドイツ語版）（吹替：菅原正志）
- セバスチャン：ペーター・ローマイヤー（ドイツ語版）（吹替：菊池康弘）
- デーテ叔母さん：アンナ・シンツ（ドイツ語版）（吹替：浅井晴美）
- バルベル：リリアン・ネフ（ドイツ語版）（吹替：北川ゆめ）
- ティネット：イェラ・ハーゼ（ドイツ語版）（吹替：田辺理紗）
- 家庭教師：マイケル・クランツ（ドイツ語版）（吹替：庄司然）
- お医者様：マルクス・ヘリング（ドイツ語版）（吹替：西垣俊作）
- 牧師：ペーター・ジェックリン（ドイツ語版）（吹替：田邉優人）
- ペーターの母：レベッカ・インダーマウアー（吹替：ひなたたまり）
- ペーターの祖母：モニカ・グブサー（ドイツ語版）（吹替：北林早苗）